# Kennewick
Kennewick je město ve Spojených státech amerických. Nachází se v okrese Benton County ve státě Washington. Ve městě žije  obyvatel a jeho rozloha činí . Město bylo založeno roku 1904.
Je nejlidnatějším městem tzv. Tri-Cities (jež tvoří společně s Pascem a Richlandem). Je 14. nejlidnatějším městem ve státě Washington a 411. nejlidnatějším městem v USA.

## Rodáci
- Mike Reilly (* 1985) – americký fotbalista

## Partnerská města
- Tchao-jüan, Tchaj-wan
- Yingge District, Tchaj-wan